# 腺苷受體
腺苷受體(Adenosine receptor)，或稱為P1受體(P1 receptors)，是一類以腺苷為內源性配體的嘌呤能G蛋白偶聯受體。人體中腺苷受體有四種已知類型：A1、A2A、A2B和A3；每個都由不同的基因編碼。
腺苷受體因其拮抗劑咖啡因和茶鹼而聞名，它們對受體的作用產生了咖啡、茶和巧克力的刺激提神作用。

## 药理学
每种腺苷受体都具有不同的功能，但也有部分重叠，

例如A1和A2A都在心脏中调节心肌耗氧量和冠状动脉血流量，
但A2A受体在全身具有更广泛的抗炎作用。
 
这两种受体在大脑中也起着重要作用，
 
可调节其他神经递质例如多巴胺和谷氨酸的释放。
而A2B和A3受体主要位于外周，
参与炎症和免疫等。

大多数较老的作用于腺苷受体的化合物都是非选择性的，内源性激动剂腺苷同时在心脏中的四种腺苷受体作用而直接减缓心跳速度 ，被用于治疗严重的心率过速； 腺苷还作用于大脑中的A1和A2A受体产生镇静作用。咖啡因和茶碱等黄嘌呤衍生物作为腺苷受体的非选择性拮抗剂具有与腺苷相反的作用，造成兴奋和心率加快。 这些化合物还充当磷酸二酯酶抑制剂，产生额外的抗炎作用，并使它们在医学上可用于治疗哮喘等疾病，但不太适合用于科学研究。
较新的腺苷受体激动剂和拮抗剂更加有效及具有亚型选择性，并且可以对阻断或刺激单个腺苷受体亚型的效果进行广泛的研究，目前新一代更具选择性的药物具有许多潜在的医疗用途。其中一些化合物仍然衍生自腺苷或黄嘌呤，但该领域的研究人员也发现了许多结构完全不同的选择性腺苷受体配体，为未来的研究提供了广泛的方向。

## 外部連結
- . IUPHAR Database of Receptors and Ion Channels. International Union of Basic and Clinical Pharmacology. （原始内容存档于2016-10-24）.
- 醫學主題詞表（MeSH）：Adenosine+Receptors